# Volcanologue
Un volcanologue (ou vulcanologue, terme majoritairement utilisé jusqu'au milieu du XXe siècle) est un spécialiste de l'étude des volcans. Il peut être géologue, géophysicien, géochimiste, hydrogéologue, sismologue, magnéticien, etc. La volcanologie est devenue une science pluridisciplinaire à partir des années 1950 et 1960, notamment sous l'impulsion décisive d'Haroun Tazieff.
Le volcanologue pratique une science, appelée volcanologie, qui tente de comprendre l'origine du volcanisme ainsi que le mécanisme déclencheur des phénomènes liés, en particulier des éruptions volcaniques. Ces phénomènes pouvant être dangereux pour les populations, le métier implique souvent une forme de prévision volcanologique et nécessite parfois l'entretien de relations étroites avec les autorités administratives chargées de la prévention et d'éventuelles évacuations.
La profession comporte des risques, et des volcanologues ont péri pendant leur travail. On citera par exemple Pline l'Ancien, mort durant l'éruption du Vésuve en 79 de notre ère, et plus récemment David Johnston, Maurice et Katia Krafft au XXe siècle.

## En France
En France, on devient volcanologue après de longues études universitaires (5 années de master suivies de 3 années de doctorat)[réf. souhaitée].

## Étymologie
« Volcanologue » a été créé à partir du mot volcan, lui-même issu du latin Vulcanus, nom du dieu romain du feu et nom d'une des Îles Éoliennes, l'île volcanique de Vulcano.
En 1962, l'Académie des sciences de France recommande de privilégier l'emploi du terme « volcanologie » pour désigner l'étude du volcanisme. L'Académie française a suivi et adapté ses recommandations en 1967. Et donc de fait ces académies recommandent l'abandon de l'ancien terme vulcanologie.

## Quelques volcanologues
Par ordre chronologique de naissance
- Empédocle d'Agrigente (Ve siècle av. J.-C.).
- Pline l'Ancien (23-79).
- Pline le Jeune (61-114).
- Georges-Louis Leclerc de Buffon (1707-1788).
- Jean-Étienne Guettard (1715-1786).
- James Hutton (1726-1797).
- William Hamilton (1731-1803).
- Barthélemy Faujas de Saint-Fond (1741-1819).
- Joseph Hubert (1747-1825).
- Déodat Gratet de Dolomieu (1750-1801).
- Jean-Baptiste Bory de Saint-Vincent (1778-1846).
- George Poulett Scrope (1797-1876).
- Robert Mallet (1810-1881).
- Ferdinand André Fouqué (1828-1904).
- Charles Vélain (1845-1925).
- Giuseppe Mercalli (1850-1914).
- Alfred Lacroix (1863-1948).
- Frank Alvord Perret (1867-1943).
- Thomas Jaggar (1871-1953).
- Alfred Rittmann (1893-1980).
- Sigurður Þórarinsson (1912–1983).
- Haroun Tazieff (1914-1998).
- Giorgio Marinelli (1922-1993).
- George Patrick Leonard Walker (1926-2005).
- Keiiti Aki (1930-2005).
- Jean-Louis Cheminée (1937-2003).
- Haraldur Sigurðsson (1939).
- François Le Guern (1942-2011).
- Katia et Maurice Krafft (1942 et 1946-1991).
- Peter Williams Francis (1944-1999).
- Henry Gaudru (1948).
- David Johnston (1949-1980).
- Jacques Durieux (1949-2009).
- Robert Stephen John Sparks (1949).
- Jacques-Marie Bardintzeff (1953).
- Claude Jaupart (1953).
- Katharine Cashman (1954).
- Olivier Merle (1956).
- Rosaly Lopes-Gautier (1957).
- Harry Glicken (1958-1991).
- Terry Plank (1963).
- Clive Oppenheimer (1964).
- Tamsin Mather (1976).
- Aline Peltier (1981).